# Опсада Београда (1688)
Опсаду Београда извршили су Аустријанци 1688. године. Део је Великог бечког рата, а завршена је аустријским освајањем града.

## Увод
После низа пораза у Аустријско-турском рату (1683—1699), део туске војске (25-30.000 људи) се пребацио 1688. године на десну обалу Саве и Дунава код Београда. Пошто је искористио превирање у Турској изазвано последњим поразима, Јеген Осман-паша је збацио команданта трупа код Београда, Хасан-пашу, и прогласио се главним командантом. Одредио је 7-10.000 војника под командом Оки Абдур Ахмед-паше за посаду Београда која је требало да дочека Аустријанце. Под својом командом је задржао око 16.000 војника на Врачару, а око 1000 је поставио на Великој ади циганлији и 300 код Остружнице. Јужни део бедема тврђава ојачао је са два мала бастиона, а код западног подграђа и испред цвингера подигао је 3 платформе и артиљерију.

## Опсада
Аустријску војску је предводио Максимилијан II Емануел. Укупно је бројала 45.000 људи и 98 топова. Војска је у Земун стигла 6. августа. Ноћу 7/8. августа српски шајкаши пребацили су на десну обалу 2000 војника који су образовали ужи мостобран. Пребачене снаге су брзо ојачане са око 6000 људи. Турци су 8. августа напали мостобран, али су одбачени. Истог дана, Јеген-паша је поново напао мостобран са око 16.000 људи како би спречио даље пребацивање војника. Међутим, тиме су турске снаге на Ади-циганлији угрожене, па се Јеген морао повући. Јеген-паша је одлучио да се повуче у Смедерево, а Оки Ахмед-паши остави 10.000 војника за одбрану Београда. Аустријанци 11. августа опседају Београд с укупно 54 пука.

Опсадни радови започети су следећег дана. Израђене су четири паралеле. Испадима од 12. до 15. августа Турци нису постигли ништа. Радови су завршени 19. августа. Ноћу 22/3. августа изграђен је мост на Дунаву. Тиме је Турцима пресечена одступница реком.

## Напад и заузимање тврђаве
Турци су 28. августа извршили испад према паралелама, али су их у борби прса у прса Аустријанци одбили. Потом су формирали пет јуришних колона: прве две (по 1050 војника) да овладају брешама испред паралела, трећа (400 војника) да заузме Дунавску, а четврта (700 војника) Савску капију. Пета (400 војника) требало је да изврши десант на Дунавску варош. Остатак војске привучен је ближе вароши под непосредном командом Максимилијана. Непосредну припрему јуриша извршила је атиљерија. Јуриш је извршен 6. августа. Да би се спасли смрти, Турци су испред себе поставили три реда затвореника Срба, Мађара и Јевреја. Аустријанци обустављају напад. Паша се са остатком војске предао Аустријанцима под условом да га Максимилијан не изручи Србима. Преживело је свега 1300 Турака. Губици Аустријанаца износили су око 700 људи. Аустријанци су запленили 77 топова, 3 хаубице, 6 мерзера и друго.